# Леван I Дадиани
Леван I Дадиани (? — 1572) — владетельный князь (мтавари) Мегрелии (1532—1546). Был сыном владетельного князя Мегрелии Мамии III (1512—1532) и его супруги Элисабед. Взошёл на престол после смерти отца. В 1545 году уклонился от войне с османами по призыву царя Имеретии Баграта III, за что в 1546 году был заключён в тюрьму. Из тюрьмы бежал и обеспечил Мегрелии независимость от Имеретии заручившись поддержкой Османской империи.

## Семья
Был женат дважды первым браком на некой Марех, вторым браком на некой Елене. Дети:
- Георгий III, владетельный князь Мегрелии (1546—1582)
- Мамиа IV, владетельный князь Мегрелии (1574—1590)
- N (дочь), была замужем за Георгием III Гуриели, владетелем Гурии